# Ein griechischer Sommer
Ein griechischer Sommer (französischer Originaltitel: Nicostratos le pélican („Der Pelikan Nicostratos“), Arbeitstitel: Un été grec) ist ein französisch-griechischer Spielfilm aus dem Jahr 2011 von Olivier Horlait nach dem Roman Nikostratos von Eric Boisset.

## Handlung
Der vierzehnjährige Yannis, dessen Mutter gestorben ist, lebt mit seinem Vater Démosthène auf der fiktiven Insel Zora in der Ägäis. Eines Tages tauscht Yannis das goldene Kreuz seiner Mutter gegen ein Pelikan-Küken.
Yannis und sein Vater haben ein schwieriges Verhältnis. Die neugierige Ziege Kitza, die mit zu dem Männer-Haushalt gehört, hat den gefiederten Neu-Mitbewohner bald entdeckt – und nach Anlaufschwierigkeiten ins Herz geschlossen. Vor seinem Vater aber muss der Junge den Pelikan, den er Nicostratos tauft, verstecken. Er zieht das Tier heimlich groß. Doch irgendwann lässt sich der Pelikan nicht mehr verstecken.
Yannis verbringt jede freie Minute mit Nicostratos, bringt ihm auch das Fliegen bei. Als der Vogel heranwächst, werden die Bewohner des Dorfes auf ihn aufmerksam. Schnell wissen alle von der Existenz des zahmen Pelikans, und es dauert nicht lange, bis er zu einer Touristenattraktion wird: Aus ganz Europa kommen scharenweise die Besucher, um Nicostratos zu sehen, zu fotografieren und zu filmen. Es ist ein aufregender Sommer für Yannis – nicht zuletzt auch deshalb, weil er der zugereisten siebzehnjährigen hübschen Angeliki näher kommt.
Doch dann wird Nicostratos von einem Bus angefahren. Démosthène erklärt seinem Sohn, dass er den Pelikan aufgrund der schweren Verletzungen töten müsse. Yannis ist entsetzt, muss sich aber dem Willen seines Vaters beugen.
Dieser verbringt kurz darauf viel Zeit außer Haus. Schließlich erfährt Yannis Unglaubliches: Sein Vater, der das Tier nicht im Haus haben wollte, hat Nicostratos gesund gepflegt. Er hatte das dem Jungen gegenüber verheimlicht, da er diesem keine falschen Hoffnungen machen wollte. Das Verhältnis zwischen Vater und Sohn ändert sich für immer.

## Kritik
Das Lexikon des internationalen Films urteilte, die Filmproduktion erwecke auf Grund ihrer „charismatische[n] Darsteller, schöne[n] Landschaftstableaus und eine[r] zurückhaltende[n] Inszenierung Sympathien“. Diesen positiven Eindruck einschränkend schwanke der Streifen „zwischen Kinder- und Jugendfilm“.